# Atentatul de la Nisa (2016)
În seara zilei de 14 iulie 2016, un atentat a avut loc în Nisa, atunci când Mohamed Lahouaiej Bouhlel, cetățean francez cu origini tunisiene, a spulberat cu un camion frigorific de 19 tone o mulțime de oameni care sărbătoreau Ziua Națională a Franței pe Promenade des Anglais. Cel puțin 85 de persoane, inclusiv 10 copii, au fost ucise. Atentatorul a fost împușcat și ucis de poliție.
Agence France-Presse a descris evenimentul ca pe al treilea atac terorist major în Franța de la începutul anului 2015, după atacurile din Île-de-France în luna ianuarie a aceluiași an și atentatele de la Paris din noiembrie 2015. Organizația jihadistă Stat Islamic a revendicat, pe 16 iulie, atentatul. „Autorul operațiunii este un soldat al Statului Islamic. El a executat această operațiune ca răspuns pentru cetățenii țărilor din coaliția care luptă împotriva Statului Islamic”, a anunțat agenția de știri Amaq, apropiată de ISIS, citând „surse de securitate”. Cunoștințele lui Bouhlel pun la îndoială această revendicare, afirmând că acesta nu respecta regulile de bază ale credinței islamice și nu a intrat niciodată într-o moschee. Pe 21 iulie, procurorul general francez a anunțat că Lahouaiej Bouhlel a planificat atacul cu luni înainte și a fost ajutat de cinci complici. Cei cinci au fost reținuți în baza acuzațiilor de „fapte teroriste”.

## Context
În 2010, revista de propagandă a al-Qaida Inspire recomanda:
„Folosind un camion ca o mașină de tuns iarba, mergeți în cele mai dens populate zone și conduceți cu viteza maximă pentru a face mai multe daune. În cazul în care aveți acces cu un pistol, utilizați-l  pentru a termina treaba.”
Abu Mohammed al-Adnani, purtătorul de cuvânt al ISIS, spunea într-un mesaj audio în septembrie 2014:
„Dacă nu poți arunca în aer o bombă sau folosi o armă e suficient să găsești un singur necredincios francez sau american și îi poți sparge craniul cu o piatră, înjunghia sau călca cu mașina, sau să-l arunci de pe o stâncă ori să-l sugrumi sau să-l otrăvești. Că necredinciosul este civil sau combatant, este fără importanță. Pedeapsa lor este aceeași. Amândoi sunt dușmani. Sângele lor este permis.”
În dimineața dinaintea atacului, președintele François Hollande a reafirmat faptul că starea de urgență impusă după atacurile de la Paris din noiembrie 2015 se va încheia odată cu terminarea Turului Franței, pe 26 iulie 2016. Totuși, după atac a declarat că starea de urgență va fi prelungită cu trei luni, iar cadrele militare în rezervă vor fi folosite pentru a spori securitatea publică.

## Desfășurarea atentatului

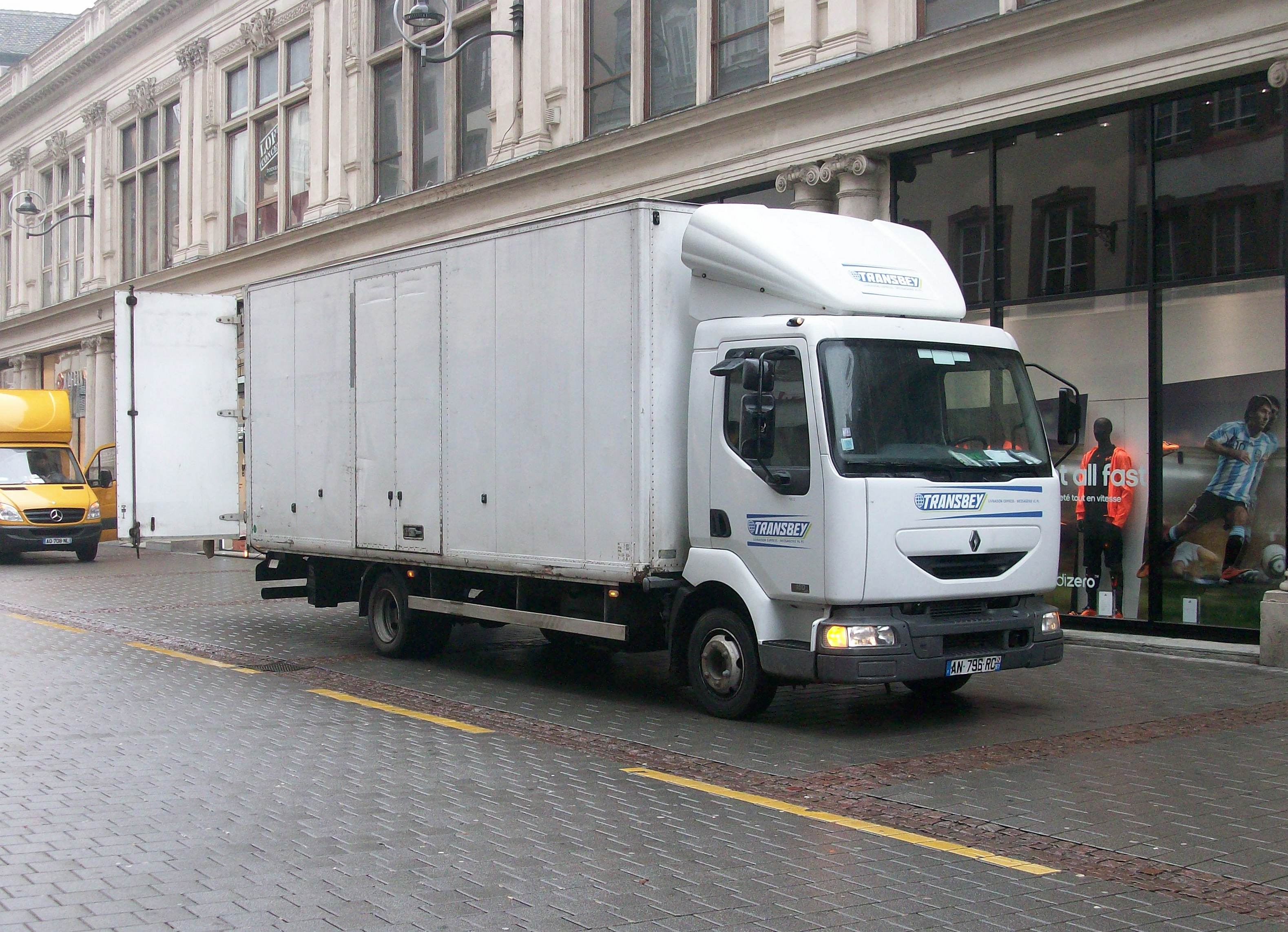
Camion Renault Midlum 300, asemănător celui folosit în atentat

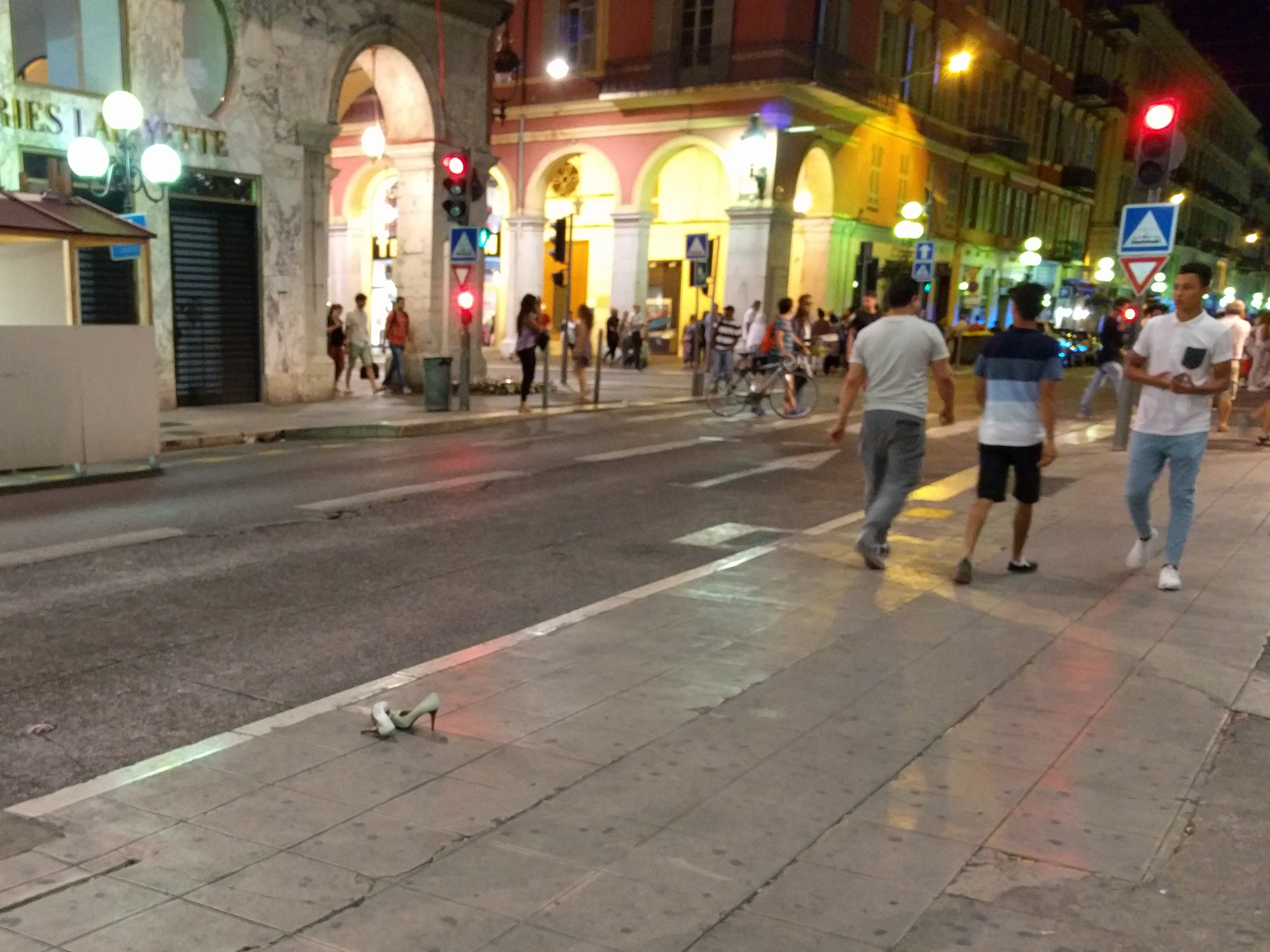
Pantofi abandonați în timpul busculadei formate în apropiere de Hôtel des Postes

La ora locală 22:40, un camion frigorific Renault Midlum a intrat în mulțimea care asista la un foc de artificii dedicat Zilei Franței pe Promenade des Anglais (română: Promenada Englezilor) din Nisa. La 400 de metri de spitalul de copii, la intersecția cu bulevardul Gambetta, camionul accelerează și trece peste bordură pentru a forța bariera de securitate – o mașină de poliție, un gard metalic și separatoare de benzi – marcând începutul zonei pietonale. Străzile erau închise circulației pentru manifestările de Ziua Franței încă de la ora 15:00. Camionul a lovit grupul de oameni cu viteza de 60–70 km/h pe o distanță de circa doi kilometri, trecând peste sute de persoane. Mulți oameni s-au refugiat în clădirile de pe promenadă, alții au sărit pe faleză.
Autorul atentatului reușise să ajungă în zonă mințind poliția că transporta înghețată. Camionul fusese lăsat parcat în zona Magnon, venind la el seara, pe bicicletă, la ora locală 21:43. De altfel, bicicleta sa a fost găsită în interiorul camionului. Camionul de 19 tone a fost procurat de la o firmă de închirieri auto din Saint-Laurent-du-Var, un oraș la vest de Nisa, pe 11 iulie și ar fi trebuit să-l returneze pe 13 iulie. Mohamed Lahouaiej Bouhlel a cerut „cel mai greu camion” disponibil când a închiriat vehiculul și și-a petrecut două zile conducând în zona Promenade des Anglais pentru a-și da seama cum să provoace cât mai multe pagube.

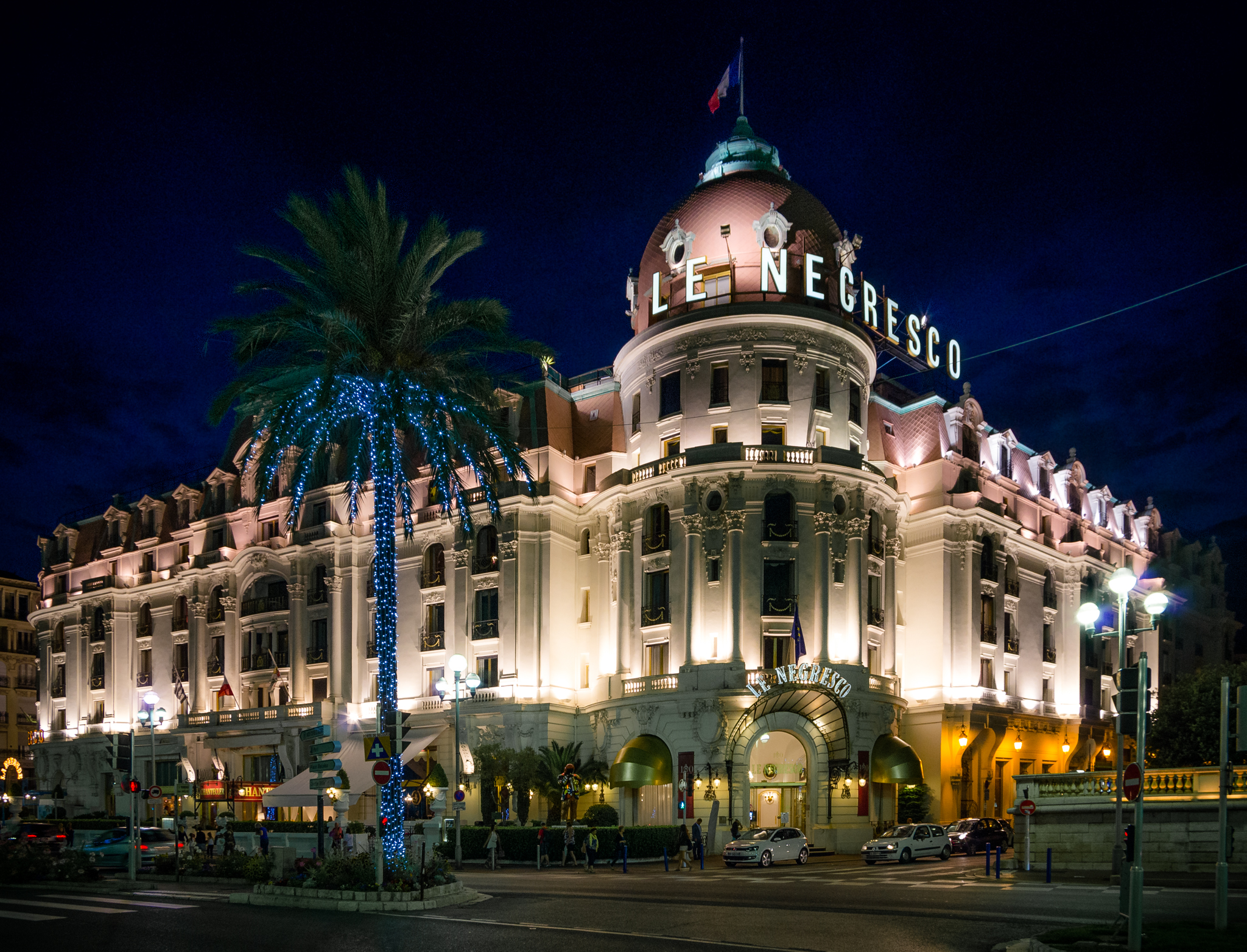
Hôtel Négresco, unde atacatorul a deschis focul asupra poliției, a fost folosit ulterior ca centru de triaj improvizat pentru supraviețuitori.

Un motociclist a încercat să oprească, din mers, camionul care a intrat în mulțime, străduindu-se să deschidă portiera vehiculului ce circula cu viteză redusă pe Promenade des Anglais. Motociclistul a căzut însă, sfârșind sub roțile camionului.
Unii martori au declarat că vehiculul a făcut viraje pentru a lovi cât mai mulți oameni. Au existat, de asemenea, relatări despre focuri de armă din cabina camionului, cu toate că era o confuzie generală din cauza zgomotului produs de artificii. Atacatorul era înarmat cu un pistol, dar a tras abia la final. Primii care au intervenit au fost trei agenți ai Poliției naționale din Nisa. Au alergat 200 de metri în urma camionului. La un moment dat, camionul a lovit un chioșc amplasat pe trotuar, după care a revenit pe carosabil în zona Palatului Mediteranei, unde mulțimea era în continuare densă. Aici a făcut cele mai multe victime, aproape 30, conform martorilor. Un trecător de origine egipteană s-a agățat de camion pentru a-l neutraliza cu mâinile goale pe teroristul de la volan. În acel moment, criminalul a folosit arma, trăgând spre acest bărbat, care a căzut de pe cabină. Doi agenți de securitate vizați și ei de focurile de armă au ripostat, iar teroristul a fost împușcat mortal de poliție. Potrivit martorilor, atacatorul a strigat "Allahu Akbar!" înainte de a fi ucis. Li s-au alăturat două grupuri de agenți înarmați ai Companiei regionale de intervenție care au folosit și ei armele. Camionul avea cel puțin 50 de urme de gloanțe.
În jurul orei locale 01:00, poliția tehnică a procedat la primele investigații cu privire la camionul alb, imobilizat în fața Palatului Mediteranei (franceză: Palais de la Méditerranée), un luxos complex hotelier. Pneurile erau sparte, iar ușa pasagerului din dreapta șoferului ciuruită de gloanțe. Mai multe tipuri de arme și o "grenadă inoperabilă" au fost găsite în interiorul vehiculului. Armele recuperate erau toate false, cu excepția unui pistol de calibrul 7,65 mm, cu care șoferul a tras în mulțimea de oameni pe geamul camionului.
Aplicația de alerte în caz de atentat terorist lansată de guvernul francez înainte de Campionatul European de Fotbal 2016 nu a funcționat. Utilizatorii au fost alertați de pericol de abia la două ore după masacru.

### Traseul camionului
Camionul condus de Mohamed Lahouaiej Bouhlel a ajuns pe Promenade des Anglais ieșind de pe o stradă laterală, chiar în dreptul Spitalului pentru Copii din Nisa. În apropiere a făcut și primele victime: o femeie musulmană, mamă a șase copii, și un bărbat neidentificat. Șoferul și-a continuat drumul, lăsând alte șapte cadavre în urma sa în dreptul Centrului Universitar Mediteranean. A intrat apoi în plin în oameni în zona restaurantului Voilier Plage. În imaginile surprinse în dreptul Hotelului Westminster se vede cum intra pe trotuar apoi pe stradă. Aici polițiștii încep să tragă înspre cabina camionului în încercarea de a-l opri. Înainte de a ajunge în dreptul Hotelului Royal, mașina accelerează, făcând alte 20 de victime. Poliția reușește să-l împuște mortal pe șofer în dreptul Casino du Palais. Camionul s-a deplasat pe o distanță de 1,7 km, între numerele 11 și 147, provocând moartea a zeci de persoane și o importantă mișcare de panică. Unii oameni au fost răniți după ce au sărit pe plaja pietruită situată la câțiva metri sub promenadă.

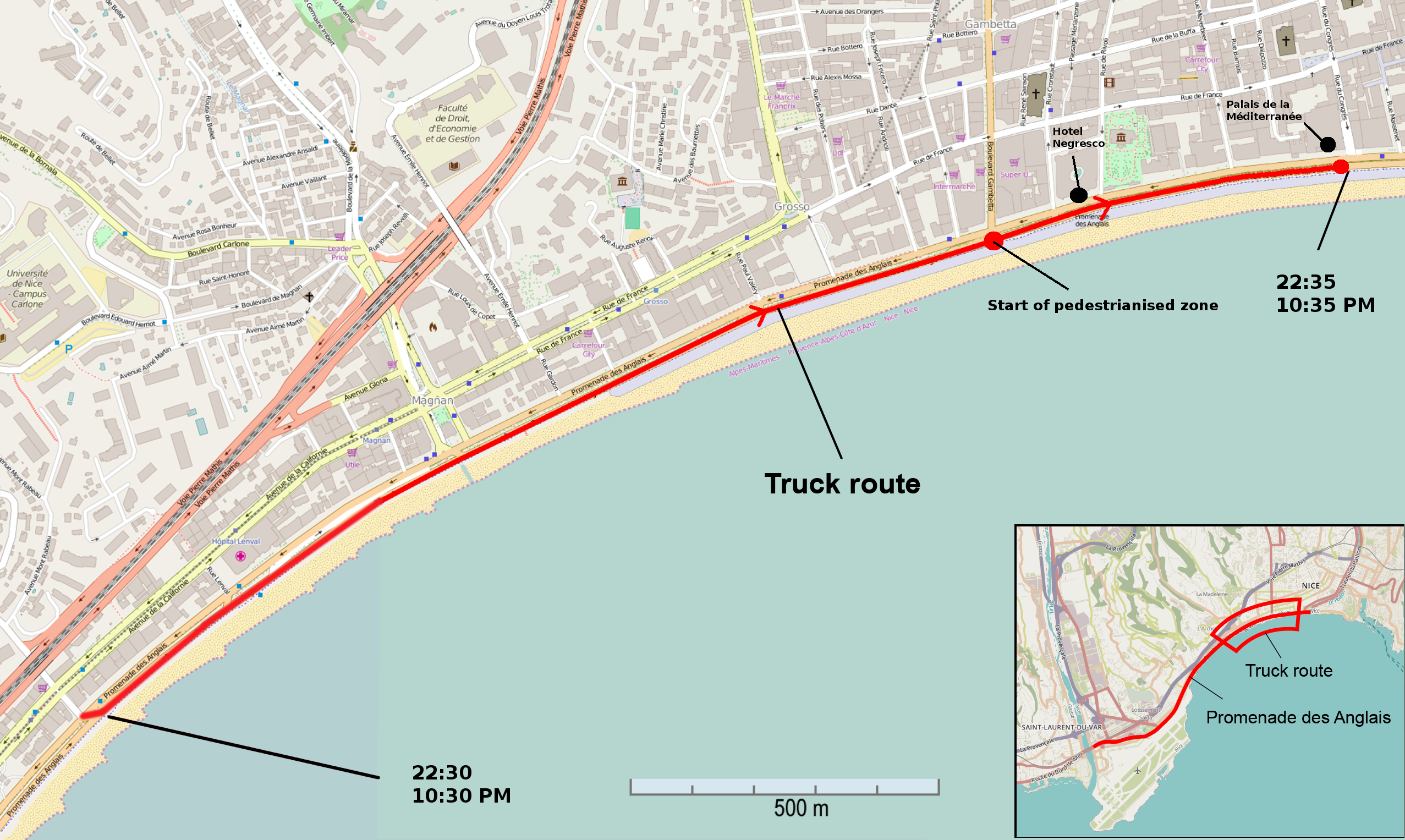
Traseul camionului de la vest la est. Camionul a pornit de pe Strada Lenval și a fost oprit în apropiere de Palais de la Méditerranée.

## Victime
| Naționalitate  | Morți | Răniți | Ref.          |
| -------------- | ----- | ------ | ------------- |
| Algeria        | 5     |        | [ 42 ]        |
| Armenia        | 1     |        | [ 43 ]        |
| Australia      |       | 5      | [ 44 ]        |
| Belgia         | 1     | 1      | [ 45 ]        |
| Brazilia       | 2     | 3      | [ 46 ]        |
| Cehia          |       | 1      | [ 47 ]        |
| China          |       | 2      | [ 48 ]        |
| Elveția        | 2     |        | [ 49 ]        |
| Estonia        | 2     | 4      | [ 50 ] [ 51 ] |
| Franța         | 39    | 260    | [ 42 ]        |
| Georgia        | 1     |        | [ 52 ]        |
| Germania       | 3     | 2      | [ 53 ]        |
| Irlanda        |       | 1      | [ 54 ]        |
| Italia         | 6     | 3      | [ 55 ] [ 56 ] |
| Kazahstan      | 4     |        | [ 57 ]        |
| Madagascar     | 2     | 4      | [ 58 ]        |
| Malaezia       |       | 1      | [ 59 ]        |
| Marea Britanie |       | 1      | [ 60 ]        |
| Maroc          | 4     | 1      | [ 47 ] [ 61 ] |
| Olanda         |       | 3      | [ 62 ]        |
| Polonia        | 2     |        | [ 63 ]        |
| Portugalia     |       | 4      | [ 64 ] [ 65 ] |
| România        | 1     | 4      | [ 66 ] [ 67 ] |
| Rusia          | 2     | 3      | [ 68 ]        |
| Singapore      |       | 1      | [ 69 ]        |
| Statele Unite  | 3     |        | [ 70 ] [ 71 ] |
| Tunisia        | 4     |        | [ 68 ]        |
| Ucraina        | 1     | 2      | [ 72 ]        |
| Ungaria        |       | 1      | [ 73 ]        |
| Total          | 85    | 307    |               |

Un bilanț făcut public la ora 8, în dimineața de după atac, indica 84 de morți. Alte 100 de persoane au fost rănite, dintre care 18 se află internate în stare critică la spitalele din oraș. Printre victime se află foarte mulți copii. Cel puțin 50 au fost internați la spitalul de pediatrie Lenval din Nisa. Aproximativ 30.000 de oameni erau pe Promenade des Anglais la momentul atentatului. Turiști și locuitorii din Nisa se numără printre cei morți.
La ora 17:00, procurorul Parisului François Molins a dat publicității un nou bilanț provizoriu: 84 de morți, dintre care 10 copii și adolescenți, 202 răniți, dintre care 52 se află în stare de urgență absolută, iar 25 în terapie intensivă. Pe 16 iulie, un nou bilanț al Ministerului Sănătății indica 303 răniți, dintre care 121 erau internați în spitalele din Nisa și 26 se aflau la terapie intensivă.
Dintre cei 84 de morți, 38 provin din 19 țări altele decât Franța. Dacă s-ar include și cei peste 300 de răniți, numărul țărilor s-ar ridica la 29, a declarat purtătorul de cuvânt al Ministerului Afacerilor Externe, Romain Nadal. Potrivit lui Kawthar Ben Salem, vorbind în numele Uniunii Musulmanilor din Alpes-Maritimes, cel puțin 30 dintre cei morți sunt musulmani.
Pe 4 august, la trei săptămâni după atentat, bilanțul victimelor a ajuns la 85, după ce un bărbat în vârstă de 56 ani, originar din regiunea Haute-Savoie, a decedat în spital din cauza rănilor suferite. Potrivit Le Messager, un ziar local, soția și fiul bărbatului au murit și ei în atentat, iar fiica sa de 14 ani este încă internată în spital.

## Atentatorul

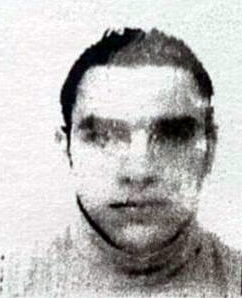
Fotografia lui Mohamed Lahouaiej Bouhlel de pe cardul de identitate găsit în cabina camionului

Potrivit cotidianului francez Nice-Matin, atentatorul a fost identificat ca Mohamed Salmene Lahouaiej Bouhlel, un bărbat în vârstă de 31 de ani cu dublă naționalitate franceză–tunisiană. Cartea lui de identitate a fost găsită în cabina camionului. Autorul atacului, identificat datorită amprentelor digitale, ce îi aparțin persoanei al cărei permis de conducere a fost găsit în camion, are un cazier lung, care include jaf armat, violențe conjugale și amenințări. Cu toate acestea, bărbatul nu era urmărit de serviciile de securitate sub suspiciune de extremism. Tunisianul fusese condamnat la 6 luni cu suspendare în martie 2016, după o altercație în timpul căreia a folosit o bâtă de baseball. El a fost recunoscut de victima sa, Jean Baptiste Ximenes, în urma carnagiului de joi noapte, conform Le Figaro. „Trebuia să facă 6 luni de închisoare. Unde e justiția? Lumea este mică, deci încetați să-i mai lăsați să se plimbe”, a scris acesta pe Facebook. Deși a fost condamnat, tunisianul nu se afla „în niciun fel” în atenția serviciilor de informații, pentru că „nu a ridicat niciodată suspiciuni de terorism”, potrivit declarațiilor procurorului general al Franței.
Mohamed Lahouaiej Bouhlel s-a născut în 1985 la Msaken, un oraș din nord-estul Tunisiei, apropiat de Sousse, și era în mijlocul unui proces de divorț. Rudele și foștii vecini ai tunisianului au spus că acesta se mutase în Franța în 2005 și își vizitase ultima dată familia în 2012. Acesta avea dificultăți financiare și lucra ca curier pentru o societate comercială „situată într-o zonă industrială din Carros”, achiziționându-și permisul de camion cu mai puțin de un an înainte de atac. Părinții lui Bouhlel sunt divorțați. Bărbatul de 31 de ani, despre care se spune că ar avea trei copii, nu apărea în evidența autorităților tunisiene pentru activități de natură teroristă pe teritoriul tunisian. Cu toate acestea, el a fost cunoscut autorităților pentru infracțiuni legate de traficul de droguri și alcool.
În dimineața de după atac, polițiștii au percheziționat apartamentul lui Bouhlel din Abbatoirs, Nisa. Vecinii acestuia l-au descris ca fiind „nepoliticos”, „un pic ciudat”, „singuratic” și „tăcut”. La percheziția apartamentului său, anchetatorii nu au găsit arme, însă au detonat un colet suspect dintr-o camionetă parcată la 100 de metri de blocul unde locuia tunisianul. Mai mult, poliția a găsit imagini cu cadavre, Osama bin Laden, Mokhtar Belmokhtar, steagul ISIS și o copertă a revistei Charlie Hebdo pe computerul său personal, împreună cu link-uri către site-uri jihadiste. Un locatar al imobilului cu patru etaje în care locuia Mohamed a declarat pentru AFP că acesta nu era o persoană religioasă și nu arăta niciun semn de extremism. Mai mult, vărul lui Bouhlel a declarat pentru Daily Mail că acesta bea, mânca porc, nu mergea la moschee și nu ținea la ritualurile impuse de credința islamică. Tatăl lui Mohamed Bouhlel susține că acesta avea probleme psihice, suferea de depresie, după ce s-a despărțit de soția sa, dar și că nu avea nicio legătură cu extremismul islamic. „Din 2002 până în 2004, a avut probleme care i-au provocat o cădere nervoasă. Devenise furios, țipa și rupea tot ce îi ieșea în cale”, a spus Mohamed Mondher Lahouaiej Bouhlel despre fiul său. Cercetările asupra personalității lui Bouhlel dezvăluie că acesta ducea o viață sexuală promiscuă, fiind interesat în egală măsură de femei și de bărbați, pe care îi căuta cu ajutorul aplicațiilor de profil. Atacatorului îi plăcea să își facă selfie-uri în care să își arate mușchii, iar familia sa spune că obișnuia să poarte pantaloni scurți înflorați, maiouri decoltate și să meargă la clase de salsa.
Analistul de securitate al NBC News Malcolm Nance a spus că atacul mimează o strategie deseori folosită de al-Qaida în Peninsula Arabică și teroriști în Israel, dar a subliniat că nu înseamnă neapărat că șoferul camionului era afiliat al-Qaida sau altei grupări teroriste. Înaintea anunțurilor publice făcute de procurorul general al Franței, Mia Bloom, profesor de comunicații la Universitatea de Stat Georgia și expert în terorism, a sugerat că Bouhlel ar fi putut fi „o persoană bolnavă mintal, cu care ISIS se asociază în mod oportunist”.

## Anchetă
Procurorul general al Franței a declarat că atacul „poartă însemnele terorismului jihadist”, dar că nicio grupare nu a revendicat atacul, iar o anchetă preliminară a oficialilor francezi nu a găsit nicio legătură a lui Bouhlel cu vreo grupare teroristă internațională. Potrivit vecinilor săi, acesta nu se ruga la moschei și „era mai degrabă interesat de femei decât de religie”. Un văr al soției lui Bouhlel a negat faptul că Bouhlel era un om religios. Martorii atentatului au declarat că Bouhlel a strigat „Allahu Akbar!” (română: Allah e mare!) înainte de a fi împușcat mortal de polițiști, însă acest lucru nu a fost confirmat de oficiali. Anchetatorii au pus problema existenței unui complice. Potrivit postului France 2, examinarea imaginilor de pe camerele de supraveghere amplasate pe Promenade des Anglais relevă că nimeni nu a urcat sau coborât din respectivul camion.
Prim-ministrul francez Manuel Valls a spus că Bouhlel a fost „probabil legat de islamismul radical într-un fel sau altul” și a pus atacul pe seama unui „război” împotriva terorismului și islamismului radical atât în afara Franței, cât și în teritoriul ei. Ministrul de Interne Bernard Cazeneuve a declarat că Bouhlel „s-a radicalizat foarte rapid”, fără a oferi alte detalii.
Pe 15 iulie, soția lui Bouhlel, Hajer Khalfallah, și un alt bărbat au fost arestați. Următoarea zi, alți trei bărbați din anturajul lui Bouhlel au fost reținuți și arestați preventiv.
La două zile după atac, agenția de știri Amaq, care se presupune că ar fi afiliată ISIS, l-a numit pe Bouhlel „unul din soldații Statului Islamic”. Aceasta a citat „surse de securitate” potrivit cărora Bouhlel „a executat această operațiune ca răspuns pentru cetățenii țărilor din coaliția care luptă împotriva Statului Islamic”.
Ministrul Apărării Jean-Yves Le Drian susține că atacurile au fost legate de ISIS, cunoscut și sub numele de Daesh. Le Drian a spus: „Vă reamintesc că ideologul Daesh, Abu Mohammed al-Adnani, a făcut timp de mai multe săptămâni apeluri repetate de a ataca în mod direct, chiar și individual, francezii, în special, sau americanii, oriunde s-ar afla, prin orice mijloace necesare”, adăugând că „Chiar dacă Daesh nu se ocupă cu organizarea, Daesh inspiră acest spirit terorist, împotriva căruia luptăm”. O examinare a înregistrărilor de pe telefonul lui Bouhlel a găsit dovezi că acesta a fost în contact cu „radicali islamici cunoscuți”, cu toate că o sursa din serviciul de informații a sugerat că acest lucru „ar putea fi doar o coincidență, având în vedere cartierul unde locuia. Aici toată lumea cunoaște pe toată lumea. Se pare că avea cunoscuți care-l cunoșteau pe Omar Diaby”, un islamist local despre care se crede că ar avea legături cu Frontul Al-Nusra. Cu câteva zile înainte de atac, acesta a trimis o sumă de 240.000 de dinari (aproximativ 100.000 de dolari) familiei sale din orașul natal Msaken. Bouhlel și-a convins prietenii să introducă prin contrabandă pachetele de bani în Tunisia.
Pe 17 iulie, alte două persoane, un bărbat și o femeie de origine albaneză, au fost arestate în Nisa. Audierile au arătat că, aproximativ două săptămâni, atacatorul a renunțat la alcool, femei și salsa, și-a crescut barbă și a început să manifeste convingeri extremiste. Mai mult, unchiul atacatorului, Sadok Bouhlel, a declarat pentru The Associated Press că Mohamed a fost îndoctrinat cu aproximativ două săptămâni înainte de atac de către un membru algerian al celulei Stat Islamic din Nisa. Bouhlel a cercetat locul atentatului timp de două zile, respectiv 12 și 13 iulie. Cei doi albanezi arestați pe 17 iulie i-ar fi furnizat atacatorului pistolul de calibrul 7,65 mm pe care acesta îl avea în cabina camionului. Potrivit postului iTélé, Bouhlel nu s-a aflat în contact direct cu cei doi, ci a folosit un intermediar, care de asemenea este arestat în prezent. Conform aceleiași surse acestui intermediar i-ar fi fost destinat un mesaj SMS trimis de atacator cu numai 18 minute înainte să pătrundă cu camionul în mulțimea ce asista la spectacolul de artificii prilejuit de Ziua Națională a Franței, mesaj prin care Bouhlel cerea mai multe arme:
„Adu mai multe arme, adu 5 la C.”—mesajul trimis de Bouhlel de pe telefonul său mobil, la ora 22:27, cu 18 minute înainte de a intra pe Promenade des Anglais
De asemenea, Bouhlel a trimis prin SMS, între 11 și 14 iulie, mai multe fotografii în care apare la volanul camionului. Potrivit Nice-Matin, mai mult de 200 de anchetatori au fost mobilizați pentru a identifica „toți destinatarii” acestor mesaje.

### Anchetarea suspecților
Pe 21 iulie, Molins a anunțat că investigațiile relevă că atacul a fost planificat cu luni înainte și că șoferul camionului a avut complici. Patru bărbați și o femeie, cu vârstele cuprinse între 21 și 42 de ani, au fost acuzați de fapte de terorism pentru presupusele roluri jucate în ajutarea lui Bouhlel. Cei acuzați sunt un franco-tunisian născut în Nisa (21 de ani), un franco-tunisian născut în Tunisia (40 de ani), un tunisian (37 de ani), un albanez (38 de ani) și soția sa născută în Albania (42 de ani), ultimii doi având dublă cetățenie franco-albaneză.
Cuplul albanez ar fi furnizat pistolul folosit de Bouhlel în timpul atacului. Molins a declarat că franco-tunisianul mai tânăr a fost audiat pentru încălcarea legislației franceze privind regimul armelor în legătură cu o acțiune teroristă; în arest, acesta a dezvăluit locația unui Kalașnikov ascuns menționat în mesaje text. Imediat înainte de atac, acesta ar fi comunicat prin mesaje cu Bouhlel, care i-a mulțumit într-unul din ele pentru arma livrată în ziua precedentă.
Molins a declarat că suspectul tunisian de 37 de ani a filmat scena atacului de pe Promenade des Anglais pe 15 iulie, când promenada era împânzită de serviciile de urgență și jurnaliști, înainte de a-și face un selfie. Înregistrările telefonice au arătat ca el și Bouhlel s-au contactat de 1278 de ori în perioada iulie 2015 și iulie 2016. Acesta i-ar fi trimis un mesaj lui Bouhlel în ianuarie 2015, la scurt timp după atacul asupra redacției revistei Charlie Hebdo, spunând: „Eu nu sunt Charlie... sunt fericit, au adus soldați ai lui Allah pentru a termina treaba”. Cel mai în vârstă dintre franco-tunisieni i-ar fi trimis un mesaj lui Bouhlel pe Facebook în aprilie spunând: „Încarcă camionul cu 2000 de tone... eliberează frânele, prietene, și eu voi privi”. Potrivit lui Molins, amprentele de pe ușa pasagerului și selfie-urile dovedesc că tunisianul și franco-tunisianul erau în camion în zilele de dinaintea atacului. Acesta a declarat, de asemenea, că imaginile de pe camerele de supraveghere arată că suspectul tunisian se afla pe scaunul din dreapta lui Bouhlel în timp ce acesta din urmă conducea pe Promenade des Anglais în seara zilei de 12 iulie.
Cu toate că cel mai tânăr suspect avea cazier pentru infracțiuni de drept comun, nici unul din cei cinci suspecți nu era cunoscut serviciilor de informații. Toți cinci au fost reținuți: tunisianul și cei doi franco-tunisieni au fost acuzați de complicitate la „crimă de către un grup cu legături teroriste”, iar cuplul albanez a fost acuzat de „încălcarea legislației franceze privind regimul armelor în legătură cu o acțiune teroristă”.
Pe 25 iulie, încă doi bărbați au fost arestați în legătură cu masacrul de Ziua Bastiliei. Potrivit unor surse apropiate anchetei, poze cu cei doi au fost găsite pe telefonul lui Bouhlel. Mai mult, unul dintre ei și-a făcut un selfie lângă camion.

### Acuzații de securitate defectuoasă
Polițista Sandra Bertin a declarat pentru ziarul Journal du Dimanche că, în seara atacului de la Nisa, în dispozitivul de securitate de pe promenadă nu era niciun echipaj al Poliției Naționale. În plus, femeia susține că polițiștii locali care au încercat să împiedice camionul atacatorului nu aveau arme. Sandra Bertin, responsabilă de monitorizarea video a străzilor din Nisa, susține, de asemenea, că i s-a cerut să șteargă din sistem înregistrările cu primele clipe ale atacului, de unde reieșea clar, spune ea, haosul din primele momente ale intervenției forțelor de ordine. Ca reacție la declarațiile Sandrei, ministrul de interne Bernard Cazeneuve a anunțat c-o va acționa în instanță. Cazeneuve a catalogat declarațiile drept "acuzații nevrednice" și "speculații inutile".

## Reacții

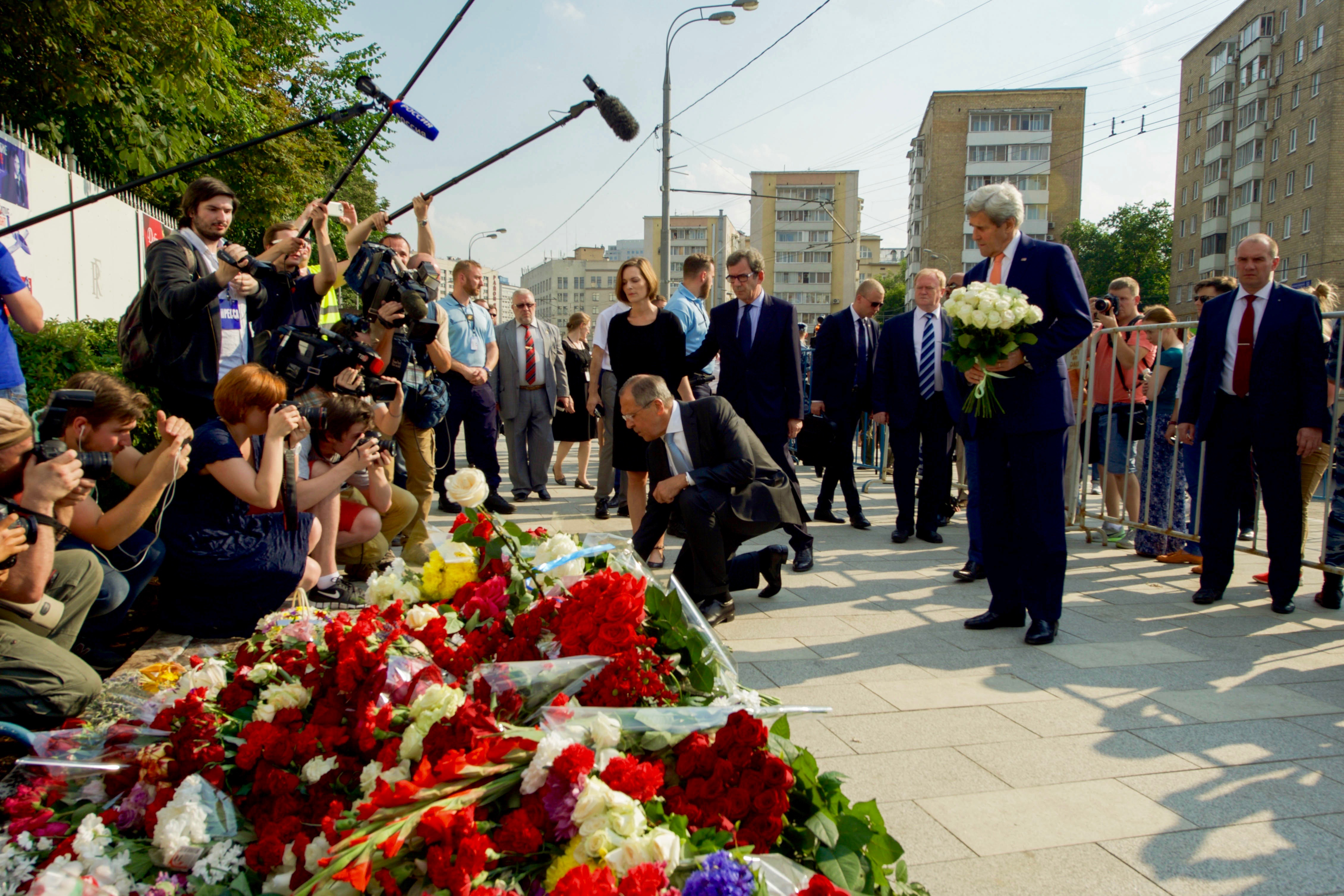
Secretarul de Stat John Kerry și Ministrul de Externe Serghei Lavrov aduc un omagiu victimelor în fața ambasadei Franței din Moscova.

Promenade des Anglais a fost închisă „pentru o perioadă nedeterminată”. Scăldatul și accesul la plajele publice și private au fost de asemenea interzise în unele zone. Concertul Rihannei care urma să aibă loc următoarea zi pe stadionul Allianz Riviera a fost anulat, la fel și festivalul de jazz. Pe 15 iulie, la Royal Albert Hall din Londra, în cadrul ceremoniei de deschidere a festivalului The Proms, orchestra simfonică BBC a interpretat o versiune a La Marseillaise, imnul național al Franței, în memoria celor uciși în atacul de pe 14 iulie.
Președintele François Hollande, care la momentul atentatului se afla în Avignon, s-a întors la Paris pentru a convoca o celulă de criză la Ministerul de Interne. Hollande s-a adresat poporului francez într-o conferință televizată de la Paris, în dimineața zilei de 15 iulie 2016, anunțând viitoare măsuri împotriva terorismului, inclusiv extinderea cu trei luni a stării de urgență, care urma să se încheie pe 26 iulie. Mai mult, președintele a decretat trei zile de doliu național, respectiv cele de 16, 17 și 18 iulie. Pe 21 iulie, starea de urgență a fost extinsă până la 31 ianuarie 2017.
Ministrul de Interne Bernard Cazeneuve a declanșat planul ORSEC imediat după atac. Cazeneuve a anunțat mai târziu planuri de sporire a securității prin detașarea a 12.000 de rezerviști pe lângă cele 120.000 de cadre militare. Cazeneuve le-a cerut „tuturor cetățenilor patrioți” să se alăture forțelor de rezervă pentru a spori securitatea în urma atacurilor.
Pe 18 iulie, în toată Franța a fost ținut un minut de reculegere în memoria celor uciși în atac. În Nisa, la sosirea și la plecarea de la manifestare, premierul Manuel Valls a fost huiduit, din mulțime fiind auzite cereri de demisie. Președintele Hollande a fost și el huiduit de mulțime în timpul vizitei la Nisa în ziua de după atac. Huiduielile au fost descrise de BBC ca fiind „fără precedent” și ca „un avertisment puternic cu privire la modul în care starea de spirit din țară s-a schimbat”, comparativ cu reacțiile publice la alte atacuri teroriste recente din Franța.
Pe rețelele de socializare – și mai ales pe Telegram, aplicația de mesagerie folosită de jihadiști – au circulat în orele de după atentat numeroase mesaje de propagandă și afise, cu hashtag-uri ca #Nice_Attack sau #NiceAttack. Jurnalista Jenan Moussa de la postul TV din Dubai Al Aan a postat pe rețelele sociale mai multe dintre aceste afișe, care nu sunt neapărat mesaje „oficiale” ale Statului Islamic. Unele dintre ele anunță că Berlinul – sau Germania, la modul general – este următoarea țintă. Alte afișe sugerează că paradele gay ar putea fi vizate de atentate.
La o săptămână după atac, direcția antitero a Poliției Naționale (SDAT) le-a cerut autorităților locale din Nisa să distrugă înregistrările de pe camerele de supraveghere din noaptea atacului, argumentând că imaginile ar compromite demnitatea victimelor și ar putea fi folosite ca propagandă de către organizațiile teroriste. Cererea a fost refuzată de autorități, sugerând că imaginile ar putea demonstra că Poliția Națională nu a luat toate măsurile necesare pentru a asigura siguranța pe Promenade des Anglais în noaptea de 14 iulie.
Pe 26 iulie, trei locuitori din Nisa care au încercat să oprească camionul în timpul atacului au fost decorați cu medalii pentru curaj de către autoritățile locale.

### Internaționale

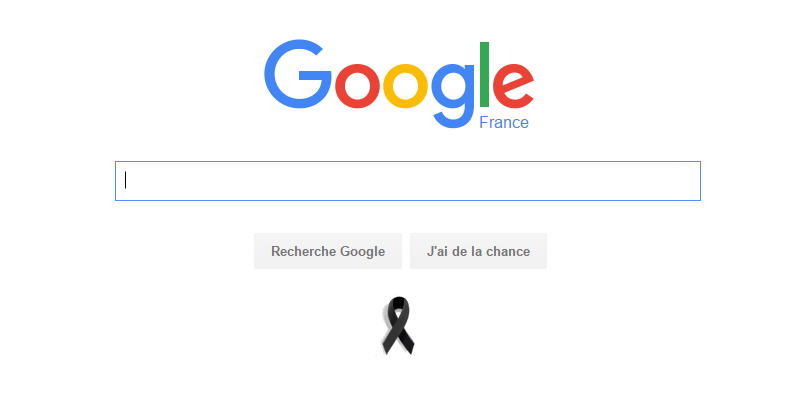
Pe pagina Google France a fost afișată timp de trei zile o panglică neagră în memoria victimelor atentatului.

Imediat după atac, când încă era neclar dacă pericolul a trecut, oamenii au folosit social media, în particular Twitter, pentru a-i ajuta pe alții să găsească adăpost, folosind hashtag-ul #PortesOuvertesNice, o variantă a unui hashtag folosit în alte atacuri recente în Franța. De asemenea, mai multe website-uri precum Google sau YouTube au adus omagii victimelor atentatului.
Atentatul comis pe 14 iulie la Nisa a provocat un val de indignare printre liderii politici din întreaga lume. Într-un comunicat al Casei Albe, președintele american, Barack Obama, a condamnat ferm „ceea ce pare a fi un oribil atac terorist”. Și-a exprimat solidaritatea cu Franța și a oferit ajutorul Statelor Unite în ancheta pentru a-i găsi pe cei vinovați. Președintele rus Vladimir Putin și-a exprimat solidaritatea cu Franța după atentatul de la Nisa, calificându-l drept un „act barbar” și lansând un apel la continuarea „luptei împotriva terorismului”. Într-o declarație comună, cele 15 țări membre ale Consiliului de Securitate al ONU au „condamnat cu cea mai mare fermitate atacul terorist barbar și laș” de la Nisa. Summitul Asia–Europa din capitala Mongoliei, Ulaanbaatar, a început cu un minut de reculegere în memoria victimelor de la Nisa.
Liderii religioși și politici din lumea arabă și musulmană au condamnat și ei atentatul de la Nisa. Marele Muftiu al Egiptului a denunțat atacul și a subliniat că „sabatorii care îl urmează pe Satan vor fi condamnați în această viață și în cea viitoare”. Clericul din Arabia Saudită, Salman al-Ouda, a spus, de asemenea, că „ucigașul va fi blestemat de Dumnezeu, îngerii lui, și de toți oamenii”. Secretarul General al Ligii Statelor Arabe, Ahmed Aboul Gheit, a denunțat atacul terorist, pe care l-a apreciat ca fiind unul „laș”, a anunțat purtătorul său de cuvânt.
Ca urmare a atacului terorist din Nisa, Spania, Germania și Italia au întărit securitatea la granița cu Franța. Belgia, a cărei capitală a fost scena unor atacuri teroriste în martie, soldate cu 32 de morți, și-a menținut nivelul de alertă teroristă la trei, o treaptă sub nivelul maxim, însemnând că riscul este serios dar nu unul iminent.
În urma atentatului și pe fondul tentativei de lovitură de stat din Turcia, miniștrii de externe din Uniunea Europeană s-au reunit pe 18 iulie la Bruxelles, întrunire la care a participat și secretarul american de stat, John Kerry.